# جواو فيانا
جواو فيانا (13 يناير 1992 بمايا في البرتغال - ) هو لاعب كرة قدم برتغالي في مركز الدفاع. لعب مع ديسبورتيفو تروفينسي ونادي فييرينسي.

## وصلات خارجية
- جواو فيانا على موقع قاعدة بيانات كرة القدم.إي يو (الإنجليزية)
- جواو فيانا على موقع Soccerway.com (الإنجليزية)